# Annada (Missouri)
Annada est un village du comté de Pike, dans le Missouri, aux États-Unis,. Situé au sud-est du comté, il est incorporé en 1912.

## Démographie
Lors du recensement de 2010, le village comptait une population de 183 habitants. Elle est estimée, en 2017, à 184 habitants.

### Source de la traduction
- (en) Cet article est partiellement ou en totalité issu de l’article de Wikipédia en anglais intitulé « Annada, Missouri » (voir la liste des auteurs).